# Watermolen Ter Borch
De Watermolen Ter Borch was een watermolen op de Voorste Stroom te Oisterwijk die bestaan heeft van ongeveer 1300 tot 1924.
De vroegste vermelding van de molen is van 1300 en in 1429 was er sprake van twee molens: een korenmolen en een oliemolen. Dit was een gebruikelijke situatie. De pacht werd deels betaald in natura: rogge, raapkoeken en paling. De raapkoeken waren een restproduct van het slaan van raapzaad, terwijl de paling in het sluiswerk werd gevangen. De molen was oorspronkelijk eigendom van de heer die op het nabijgelegen kasteel Ter Borcht woonde.
In de 17e eeuw fungeerde de molen tevens als volmolen, ten dienste van de in de omgeving groeiende textielnijverheid. In de 19e eeuw nam het belang van de watermolens af vanwege het beschikbaar komen van alternatieve krachtbronnen. In 1832 was de functie van volmolen al verdwenen. In 1881 werd de molen door de gemeente aangekocht om deze te slopen en daardoor de waterhuishouding te verbeteren, maar ze werd toch nog enkele jaren verpacht om pas in 1887 definitief buiten werking te worden gesteld. Vermoedelijk was de oliemolen al eerder afgebroken. Het overblijvende gebouw verviel en werd in 1924 definitief gesloopt. Door kanalisatie van het riviertje en de aanleg van een nieuwe woonwijk is de oorspronkelijke situatie niet meer herkenbaar. Slechts de naam Watermolensteeg herinnert nog aan deze molen, terwijl de Terburghtweg herinnert aan zowel de naam van het kasteel als aan de molen.